# Шидиб (Сельсовет Мазадинский)
Шидиб — село в Тляратинском районе Дагестана. Входит в состав сельского поселения сельсовет Мазадинский.

## География
Расположено в 14 км к северо-востоку от районного центра — села Тлярата.

## Население
| 1869 | 1888 | 1895 | 1926 | 1939 | 1970 | 1989 |
| ---- | ---- | ---- | ---- | ---- | ---- | ---- |
| 37   | ↗47  | ↘38  | ↗47  | ↗50  | ↗67  | ↘16  |
| 2002 | 2010 | 2021 |      |      |      |      |
| ↘3   | ↗82  | ↘75  |      |      |      |      |